# Beregond
Beregond är en fiktiv rollfigur i J.R.R. Tolkiens roman Konungens återkomst. Han är son till Baranor och är citadellvakt i staden Minas Tirith, landet Gondors huvudstad. Han är mest känd i boken för att ha hjälpt rädda Faramir från Denethors galenskap när Minas Tirith belägrades. Han hade två söner vid namn Bergil och Borlas. Hans hustru i boken är dock okänd.
Inom filmtrilogin om Härskarringen finns dock inte Beregond med i någon av filmerna, inte heller hans söner. 

## Biografi
Beregonds far kom från Vita bergens dalar, och innan dess levde de tillsammans i Ithilien. Beregond hade två söner; Bergil som var tio år gammal under tiden när Ringens krig bröt ut och en yngre son vid namn Borlas. Han hade även en bror vid namn Iorlas. Vid någon tidpunkt blev Beregond citadellvakt och tjänstgjorde i citadellets tredje kompani. Han lämnade aldrig Minas Tirith under sin tjänst, men förstod det hot som Sauron utgjorde mot staden. Han beundrade hövitsman Faramir, rikshovmästaren Denethors son, och såg honom som en modig krigare och en stor ledare för landets folk.
Under Ringens krig, år 3019 inom den tredje åldern, anlände trollkarlen Gandalf och hoben Peregrin (Pippin) Took till staden under mars månad. På morgonen den 9 mars fick Beregond i uppdrag att hjälpa Pippin i dennes nya tjänst som citadellvakt, och samtidigt vägleda honom genom staden. Även hans son Bergil hjälpte till att visa Pippin runt. Under Pippins tid i staden blev han god vän med både Beregond och Bergil.
Den 15 mars utspelades det stora Slaget vid Pelennors fält mellan Minas Tiriths styrkor och Saurons arméer. Under den tiden fick Beregond order att vakta citadellporten. Under hans vaktpass rusade Pippin fram mot honom och berättade att Denethor försökte att bränna Faramir och sig själv på bål (eftersom Faramir var dödligt skadad efter att ha råkat i strid med Saurons styrkor innan slaget började). Beregond visste att hans plikt att beskydda Faramir var viktigare än att stanna kvar på sin post, så han rusade till hans hjälp i Rath Dínen (Den tysta gatan, där kungarna och rikshovmästarna av Gondor hade sina gravar. Vakten på gatan ville inte låta honom passera och Beregond var tvungen att döda honom för att komma in. Han ångrade dock sitt beslut, men han var tvungen att agera snabbt. Ytterligare två personer, vilka var Denethors vakter, dödades när de försökte att tända på bålet. Beregond stod på trappan med sitt svärd för att avvärja Denethor och hans tjänare tills Gandalf och Pippin anlände till hans hjälp. Han hindrade också Denethor från att sticka sin son med en kniv. Denethor gav sedan upp och satte sig själv i brand och gick hädan. Efter att ha hjälpt till att bära Faramir till Helandets hus, Minas Tiriths sjukhus, stod Beregond där vakt över Faramir och var närvarande när han vaknade till liv.
Beregond och hans vän Pippin följde sedan med Aragorns armé till den Svarta Porten för att utmana Sauron och hans styrkor. De löd under prins Imrahil och under slaget vid den Svarta Porten blev Beregond överfallen och nästian dödad av ett troll, men det blev sedan dödat av Pippin som alltså räddade Beregonds liv. 
När Ringens krig var slut blev Aragorn krönt till Gondors konung den 1 maj. Efter kröningen blev Beregond förd till Aragorn för att ta emot hans dom för att ha lämnat sin post och för att ha dödat Denethors tjänare på helig mark. I normala fall skulle detta brott ha resulterat i dödsstraff. Kungen visade dock barmhärtighet eftersom Beregond hade motiverats av sin kärlek till Faramir. Men han tvingades lämna staden och sin tjänst för gott. För hans tappra mod utsåg Aragorn honom till kapten och befälhavare för Faramirs väktare, även kända som det Vita kompaniet. Han och hans son fick sedan bosätta sig i Emyn Arnen i Ithilien för att tjäna sin nye herre, Faramir.